# 石決明
石決明（せっけつめい）は、アワビ、トコブシなどの貝殻を洗浄・乾燥したもので、唐以降の漢方薬書に、肝機能を整え、眼をすっきりさせる薬味（生薬）として、掲載されている。
菊花（きくか）、決明子などと一緒に処方され、めまい、のぼせ、耳鳴りや、かすみ目、目の充血などの症状を緩和する薬として用いられてきた。
現在は、主に中国製の健康食品として、これを含むものが売られており、眼の濁りや充血、眼の疲れ、眼の痛みを抑え、視力を回復させることをうたい、ときに、老人性白内障や緑内障などに効果があるとするものまであるが、日本・中国ともに、正規の漢方医学（中医学）では、用いられていない。
眼科疾患は、健康食品などに頼っていると、手遅れになることもあり、眼に異常がある場合は、眼科医の治療を受けたほうがはるかに安全で確実である。